# Beavers de Portland (1903-1973)

Les Beavers de Portland (en anglais : Portland Beavers) sont une ancienne franchise américaine de ligue mineure de baseball qui opère en Pacific Coast League entre 1903 et 1972, remportant sept fois le titre héritant alors du surnom de Lucky Beavers (chanceux Beavers). 
D'autres formations portèrent le nom des Beavers de Portland : la seconde version de la franchise de Pacific Coast League qui opère de 1978 à 1993 remportant le titre en 1983 (Beavers de Portland), puis la franchise actuelle évoluant à Portland depuis 2001 : Beavers de Portland.

## Histoire
La franchise est fondée en 1903 et porte à ses débuts des noms variés tels les Browns, Giants, Ducks et Webfooters avant de se fixer sur les Beavers en 1906. 
À la fin de la saison 1917, les Beavers connaissent de graves problèmes financiers et sont relégués en Pacific International Coast League. Ils évoluent en 1918 à ce niveau (A) puis retrouvent leur place en PCL (AA à l'époque ; le label Triple-A n'est créé qu'en 1947).
Les Beavers évoluent au Vaughn Street Park de 1903 à 1956 puis au Civic Stadium de 1956 à 1973.
La franchise cesse ses activités à Portland en 1972 à la suite d'une forte baisse de l'affluence après le dernier titre de 1945. L'équipe déménage à Spokane dans l'État de Washington pour refonder les Indians de Spokane.

## Palmarès
- Champion de la Pacific Coast League : 1906, 1910, 1911, 1913, 1914, 1936, 1945.